# Люсерн-Майнс (Пенсільванія)
Люсерн-Майнс (англ. Lucerne Mines) — переписна місцевість (CDP) в США, в окрузі Індіана штату Пенсільванія. Населення — 892 особи (2020).

## Географія
Люсерн-Майнс розташований за координатами 40°33′24″ пн. ш. 79°9′14″ зх. д. / 40.55667° пн. ш. 79.15389° зх. д. (40.556545, -79.153895).  За даними Бюро перепису населення США в 2010 році переписна місцевість мала площу 2,18 км², з яких 2,16 км² — суходіл та 0,02 км² — водойми.

## Демографія
Згідно з переписом 2010 року, у переписній місцевості мешкало 937 осіб у 403 домогосподарствах у складі 263 родин. Густота населення становила 430 осіб/км².  Було 427 помешкань (196/км²).
Расовий склад населення:
| - 97,1 % — білих - 0,5 % — чорних або афроамериканців - 0,2 % — корінних американців - 0,1 % — азіатів |

До двох чи більше рас належало 2,0 %. Частка іспаномовних становила 0,5 % від усіх жителів.
За віковим діапазоном населення розподілялося таким чином: 20,5 % — особи молодші 18 років, 59,4 % — особи у віці 18—64 років, 20,1 % — особи у віці 65 років та старші. Медіана віку мешканця становила 43,1 року. На 100 осіб жіночої статі у переписній місцевості припадало 95,2 чоловіків;  на 100 жінок у віці від 18 років та старших — 90,1 чоловіків також старших 18 років.
Середній дохід на одне домашнє господарство  становив 49 372 долари США (медіана — 53 490), а середній дохід на одну сім'ю — 61 763 долари (медіана — 62 784). Медіана доходів становила 36 250 доларів для чоловіків та 27 965 доларів для жінок. За межею бідності перебувало 3,7 % осіб, у тому числі 5,9 % дітей у віці до 18 років та 0,0 % осіб у віці 65 років та старших.
Цивільне працевлаштоване населення становило 284 особи. Основні галузі зайнятості: освіта, охорона здоров'я та соціальна допомога — 33,5 %, роздрібна торгівля — 20,8 %, виробництво — 20,1 %.